# Alegeri legislative în Coreea de Nord, 1962
A treia Adunare Supremă a Poporului (SPA) a fost aleasă pe data de 8 octombrie 1962. 318 deputați au fost aleși.